# Sosolówka
Sosolówka (ukr. Сосулі́вка) – wieś na Ukrainie, w  rejonie czortkowskim obwodu tarnopolskiego, w hromadzie Nagórzanka, położona nad rzeką Seret.
W II Rzeczypospolitej miejscowość w powiecie czortkowskim województwa tarnopolskiego.
W latach 1943–1945. nacjonaliści ukraińscy z OUN-UPA zamordowali tutaj 3 Polaków.